# US Open 2010 - Qualificazioni singolare ragazze
Le qualificazioni del singolare  dell'US Open 2010 sono state un torneo di tennis preliminare per accedere alla fase finale della manifestazione. I vincitori dell'ultimo turno sono entrati di diritto nel tabellone principale. In caso di ritiro di uno o più giocatori aventi diritto a questi sono subentrati i lucky loser, ossia i giocatori che hanno perso nell'ultimo turno ma che avevano una classifica più alta rispetto agli altri partecipanti che avevano comunque perso nel turno finale.

## Teste di serie
1. Chanelle Van Nguyen (qualificata)
2. Lin Zhu (primo turno)
3. Sabina Sharipova (qualificata)
4. Klara Fabikova (primo turno)
5. Risa Ozaki (qualificata)
6. Miyu Katō (qualificata)
7. So-Ra Lee (ultimo turno)
8. Katerina Popova (primo turno)

1. Gaia Sanesi (ultimo turno)
2. Nour Abbes (primo turno)
3. Rishika Sunkara (primo turno)
4. Robin Anderson (qualificata)
5. Melis Sezer (ultimo turno)
6. Lauren Herring (ultimo turno)
7. Zhaoxuan Yang (ultimo turno)
8. Nigina Abduraimova (qualificata)

## Qualificate
1. Chanelle Van Nguyen
2. Julia Elbaba
3. Sabina Sharipova
4. Brooke Austin

1. Risa Ozaki
2. Miyu Katō
3. Nigina Abduraimova
4. Robin Anderson

## Tabellone qualificazioni

### Legenda
| - Q = Qualificato - WC = Wild card - LL = Lucky loser | - ALT = Alternate - SE = Special Exempt - PR = Protected Ranking | - w/o = Walkover - r = Ritirato - d = Squalificato |

### 1ª sezione
|  | Primo turno | Primo turno         | Primo turno     | Primo turno | Primo turno |  |  | Ultimo turno | Ultimo turno        | Ultimo turno        | Ultimo turno | Ultimo turno |  |
|  |             |                     |                 |             |             |  |  |              |                     |                     |              |              |  |
|  | 1           | Chanelle Van Nguyen | 68              | 6           | 6           |  |  |              |                     |                     |              |              |  |
|  |             | Juliana Gajic       | 7               | 3           | 3           |  |  | 1            | Chanelle Van Nguyen | Chanelle Van Nguyen | 6            | 7            |  |
|  |             | Santa Shumilina     | Santa Shumilina | 4           | 65          |  |  | 13           | Melis Sezer         | Melis Sezer         | 4            | 5            |  |
|  | 13          | Melis Sezer         | Melis Sezer     | 6           | 7           |  |  |              |                     |                     |              |              |  |

### 2ª sezione
|  | Primo turno | Primo turno     | Primo turno     | Primo turno | Primo turno |  |  | Ultimo turno | Ultimo turno | Ultimo turno | Ultimo turno | Ultimo turno |  |
|  |             |                 |                 |             |             |  |  |              |              |              |              |              |  |
|  | 2           | Lin Zhu         | 1               | 6           | 1           |  |  |              |              |              |              |              |  |
|  |             | Julia Elbaba    | 6               | 1           | 6           |  |  |              | Julia Elbaba | Julia Elbaba | 6            | 6            |  |
|  | WC          | Taylor Townsend | Taylor Townsend | 4           | 4           |  |  | 9            | Gaia Sanesi  | Gaia Sanesi  | 4            | 3            |  |
|  | 9           | Gaia Sanesi     | Gaia Sanesi     | 6           | 6           |  |  |              |              |              |              |              |  |

### 3ª sezione
|  | Primo turno | Primo turno      | Primo turno   | Primo turno | Primo turno |  |  | Ultimo turno | Ultimo turno     | Ultimo turno     | Ultimo turno | Ultimo turno |  |
|  |             |                  |               |             |             |  |  |              |                  |                  |              |              |  |
|  | 3           | Sabina Sharipova | 5             | 6           | 6           |  |  |              |                  |                  |              |              |  |
|  | WC          | Miharu Imanishi  | 7             | 1           | 1           |  |  | 3            | Sabina Sharipova | Sabina Sharipova | 7            | 6            |  |
|  |             | Blair Shankle    | Blair Shankle | 6           | 6           |  |  |              | Blair Shankle    | Blair Shankle    | 62           | 4            |  |
|  | 10          | Nour Abbes       | Nour Abbes    | 2           | 4           |  |  |              |                  |                  |              |              |  |

### 4ª sezione
|  | Primo turno | Primo turno    | Primo turno    | Primo turno | Primo turno |  |  | Ultimo turno | Ultimo turno   | Ultimo turno   | Ultimo turno | Ultimo turno |  |
|  |             |                |                |             |             |  |  |              |                |                |              |              |  |
|  | 4           | Klara Fabikova | Klara Fabikova | 2           | 1           |  |  |              |                |                |              |              |  |
|  | WC          | Brooke Austin  | Brooke Austin  | 6           | 6           |  |  | WC           | Brooke Austin  | Brooke Austin  | 6            | 6            |  |
|  |             | Rio Kitagawa   | Rio Kitagawa   | 64          | 62          |  |  | 14           | Lauren Herring | Lauren Herring | 3            | 4            |  |
|  | 14          | Lauren Herring | Lauren Herring | 7           | 7           |  |  |              |                |                |              |              |  |

### 5ª sezione
|  | Primo turno | Primo turno        | Primo turno      | Primo turno | Primo turno |  |  | Ultimo turno | Ultimo turno  | Ultimo turno  | Ultimo turno | Ultimo turno |  |
|  |             |                    |                  |             |             |  |  |              |               |               |              |              |  |
|  | 5           | Risa Ozaki         | Risa Ozaki       | 6           | 6           |  |  |              |               |               |              |              |  |
|  |             | Annie Mulholland   | Annie Mulholland | 1           | 4           |  |  | 5            | Risa Ozaki    | Risa Ozaki    | 6            | 6            |  |
|  | WC          | Christina Makarova | 2                | 6           | 4           |  |  | 15           | Zhaoxuan Yang | Zhaoxuan Yang | 0            | 2            |  |
|  | 15          | Zhaoxuan Yang      | 6                | 1           | 6           |  |  |              |               |               |              |              |  |

### 6ª sezione
|  | Primo turno | Primo turno        | Primo turno        | Primo turno | Primo turno |  |  | Ultimo turno | Ultimo turno       | Ultimo turno       | Ultimo turno | Ultimo turno |  |
|  |             |                    |                    |             |             |  |  |              |                    |                    |              |              |  |
|  | 6           | Miyu Katō          | Miyu Katō          | 6           | 6           |  |  |              |                    |                    |              |              |  |
|  |             | Leighann Sahagun   | Leighann Sahagun   | 3           | 2           |  |  | 6            | Miyu Katō          | Miyu Katō          | 6            | 6            |  |
|  |             | Gabrielle Desimone | Gabrielle Desimone | 6           | 6           |  |  |              | Gabrielle Desimone | Gabrielle Desimone | 4            | 3            |  |
|  | 11          | Rishika Sunkara    | Rishika Sunkara    | 4           | 2           |  |  |              |                    |                    |              |              |  |

### 7ª sezione
|  | Primo turno | Primo turno               | Primo turno               | Primo turno | Primo turno |  |  | Ultimo turno | Ultimo turno       | Ultimo turno       | Ultimo turno | Ultimo turno |  |
|  |             |                           |                           |             |             |  |  |              |                    |                    |              |              |  |
|  | 7           | So-Ra Lee                 | So-Ra Lee                 | 6           | 7           |  |  |              |                    |                    |              |              |  |
|  | WC          | Anne-Liz Jeukeng-Nkamgouo | Anne-Liz Jeukeng-Nkamgouo | 3           | 6           |  |  | 7            | So-Ra Lee          | So-Ra Lee          | 1            | 4            |  |
|  |             | Noel Scott                | 0                         | 6           | 2           |  |  | 16           | Nigina Abduraimova | Nigina Abduraimova | 6            | 6            |  |
|  | 16          | Nigina Abduraimova        | 6                         | 4           | 6           |  |  |              |                    |                    |              |              |  |

### 8ª sezione
|  | Primo turno | Primo turno             | Primo turno             | Primo turno | Primo turno |  |  | Ultimo turno | Ultimo turno            | Ultimo turno            | Ultimo turno | Ultimo turno |  |
|  |             |                         |                         |             |             |  |  |              |                         |                         |              |              |  |
|  | 8           | Katerina Popova         | Katerina Popova         | 2           | 2           |  |  |              |                         |                         |              |              |  |
|  | WC          | Gabrielle Faith Andrews | Gabrielle Faith Andrews | 6           | 6           |  |  | WC           | Gabrielle Faith Andrews | Gabrielle Faith Andrews | 3            | 4            |  |
|  |             | Kerrie Cartwright       | 6                       | 4           | 1           |  |  | 12           | Robin Anderson          | Robin Anderson          | 6            | 6            |  |
|  | 12          | Robin Anderson          | 2                       | 6           | 6           |  |  |              |                         |                         |              |              |  |